# Le Ménil-Bérard

Le Ménil-Bérard este o comună în departamentul Orne, Franța. În 1 ianuarie 2022 avea o populație de 68 de locuitori.